# Elacatinus pridisi
Elacatinus pridisi är en fiskart som beskrevs av Guimarães, Gasparini och Rocha 2004. Elacatinus pridisi ingår i släktet Elacatinus och familjen smörbultsfiskar. Inga underarter finns listade i Catalogue of Life.